# Банилів
Бани́лів — село в Україні, адміністративний центр Банилівської сільської громади Вижницького району Чернівецької області.

## Географія
Село розташоване у західній частині Вижницького району Чернівецької області та межує з Івано-Франківською областю. Селом тече річка Коритниця (права притока Черемоша).

## Історія
Вперше село згадується 1 січня 1445 року в книгах галицького суду.
До Першої світової війни село мало назви — Руський Банилів (Ruskyj Banyliv), Русь-Баніла», «Русь Баніла» (Rus-Banila), між війнами — румунську назву Bănila pe Ceremuş.
З 24 серпня 1991 року село Банилів у складі незалежної України.

## Населення
За переписом УРСР 1989 року чисельність наявного населення села становила 3746 осіб, з яких 1806 чоловіків та 1940 жінок.
За переписом населення України 2001 року в селі мешкали 3893 особи.

### Мова
Розподіл населення за рідною мовою за даними перепису 2001 року:
| Мова       | Відсоток |
| ---------- | -------- |
| українська | 99,64 %  |
| російська  | 0,18 %   |
| румунська  | 0,08 %   |
| молдовська | 0,05 %   |
| гагаузька  | 0,03 %   |

## Особистості
- Володимир (Репта) — церковний діяч, митрополит Буковини і Далмації, педагог, ректор Чернівецького університету.
- Діяконюк Іван Васильович (1973—2014) — сержант Збройних сил України, учасник російсько-української війни.
- Колотило Олександр Ілліч (1979—2014) — старший сержант Збройних сил України, учасник російсько-української війни.
- Кузь Олена Атанасіївна (1894—?) — кадет-аспірант кінного відділу УСС.
- Мензак Іван — референт пропаганди Буковинського окружного проводу ОУН, в. о. провідника Заставнянського («Запрутського») надрайонного проводу ОУН.
- Мефодій (Мензак) — український православний діяч, архієрей РПЦ.
- Майк Чорногуз (1888—1966) — канадський політик українського походження, член Законодавчих зборів Альберти (1922—1926).
- Марчук Олександр Танасійович — кандидат філософських наук (доктор філософії — Philosophiæ Doctor in Philosophiæ Sciences), релігієзнавець, викладач Чернівецького національного університету імені Юрія Федьковича [Архівовано 29 жовтня 2020 у Wayback Machine.] та Чернівецького медичного фахового коледжу [Архівовано 21 січня 2022 у Wayback Machine.], заступник декана філософсько-теологічного факультету (2018—2020), старший науковий співробітник науково-дослідної частини ЧНУ імені Юрія Федьковича[8].
- Никула Тарас Денисович — доктор медичних наук, професор, дійсний член Української академії наук, заслужений діяч науки і техніки України.
- Остафійчук Василь Георгійович — актор і режисер, народний артист України (2015).
- Оксана Радул — естрадна співачка, солістка Естрадного оркестру ДСНС України.
- Шандро Андрій Степанович — підприємець і громадський діяч у Канаді.